# Save Me 2
Save Me 2 (koreanischer Originaltitel: 구해줘 2; RR: Gu-hae-jweo 2) ist eine südkoreanische Serie, basierend auf dem 2013 erschienenen Animationsfilm Saibi von Yeon Sang-ho. In Südkorea fand die Premiere der Serie am 8. Mai 2019 auf OCN statt. Im deutschsprachigen Raum wurde die Serie erstmals am 11. April 2023 von Paramount+ veröffentlicht.
Die Serie ist eine indirekte Fortsetzung von Save Me, folgt jedoch einer komplett anderen Handlung.

## Handlung
In dem Dorf Wolchoori gewinnt eine pseudoreligiöse Glaubensgemeinschaft immer mehr an Einfluss, doch ihr Oberhaupt will die Einheimischen insgeheim für seinen perfiden Plan ausnutzen.

## Besetzung und Synchronisation
Die deutschsprachige Synchronisation entstand unter der Dialogregie von Dirk Müller durch die Synchronfirma EVA Studios Germany in Berlin.

### Hauptdarsteller
| Rolle                 | Schauspieler  | Synchronsprecher  |
| --------------------- | ------------- | ----------------- |
| Kim Min-chul          | Eom Tae-goo   | Amadeus Strobl    |
| Choi Kyung-seok       | Cheon Ho-jin  | Torsten Michaelis |
| Kim Young-sun         | Esom          | Franziska Trunte  |
| Pastor Sung Cheol-woo | Kim Young-min | Armin Schlagwein  |

### Nebendarsteller
| Rolle        | Schauspieler  | Synchronsprecher |
| ------------ | ------------- | ---------------- |
| Shin Pil-goo | Jo Jae-yun    | Florian Hoffmann |
| Boong-eo     | Woo Hyun      | Stefan Krause    |
| Soo-dal      | Baek Soo-jang | Maik Rogge       |

## Episodenliste
| Nr. | Deutscher Titel | Originaltitel                                              | Erstausstrahlung (Südkorea) | Deutschsprachige Erstveröffentlichung (D/A/CH) |
| --- | --------------- | ---------------------------------------------------------- | --------------------------- | ---------------------------------------------- |
| 1   | Folge 1         | 구원이 간절한 마을 월추리. 그곳에 나타난 세 남자!          | 8. Mai 2019                 | 11. Apr. 2023                                  |
| 2   | Folge 2         | 드디어 완성된 교회! 과연 월추리는 구원받을 수 있을 것인가? | 9. Mai 2019                 | 11. Apr. 2023                                  |
| 3   | Folge 3         | 최장로, 월추리의 진정한 구원자 등극?!                      | 15. Mai 2019                | 11. Apr. 2023                                  |
| 4   | Folge 4         | 드디어 밝혀지는 미친 꼴통 김민철의 과거!                   | 16. Mai 2019                | 11. Apr. 2023                                  |
| 5   | Folge 5         | 절망에 빠진 월추리를 구원하소서                            | 22. Mai 2019                | 11. Apr. 2023                                  |
| 6   | Folge 6         | 네 믿.음.대.로 될 지어다!!!                                | 23. Mai 2019                | 11. Apr. 2023                                  |
| 7   | Folge 7         | 월추리, 기적의 순간을 목격하다!                            | 29. Mai 2019                | 11. Apr. 2023                                  |
| 8   | Folge 8         | 다들 미친 거야? 저 놈 사기꾼이라고! 정신차려!              | 30. Mai 2019                | 11. Apr. 2023                                  |
| 9   | Folge 9         | 여러분, 우리 모두 뭉쳐 사탄마귀, 김민철을 몰아내야 합니다! | 5. Juni 2019                | 11. Apr. 2023                                  |
| 10  | Folge 10        | 모든 병이 낫고 깨어날지어다! 될지어다!                     | 6. Juni 2019                | 11. Apr. 2023                                  |
| 11  | Folge 11        | 천국의 자리를 얻기 위해선 모든 걸 바쳐야 합니다!           | 12. Juni 2019               | 11. Apr. 2023                                  |
| 12  | Folge 12        | 생명수 덕분에 살았습니다! 이런 게 기적이지요?              | 13. Juni 2019               | 11. Apr. 2023                                  |
| 13  | Folge 13        | 믿어. 믿어야지! 믿는 게 니 일이잖아!                       | 19. Juni 2019               | 11. Apr. 2023                                  |
| 14  | Folge 14        | 성 목사님은 우리의 구세주! 믿습니다!                       | 20. Juni 2019               | 11. Apr. 2023                                  |
| 15  | Folge 15        | 난 깨끗해... 너희 같은 악마랑은 다르다고!                  | 26. Juni 2019               | 11. Apr. 2023                                  |
| 16  | Folge 16        | 우린 무엇을 믿고 싶었던 걸까?                              | 27. Juni 2019               | 11. Apr. 2023                                  |